# Richard Kapferer
Richard Kapferer (* 12. April 1884 in Zell am Harmersbach; † 6. Dezember 1954) war ein deutscher Arzt und Medizinhistoriker.

## Leben
Richard Kapferer leitete nach 1918 das Sanatorium Finkenmühle bei Schwarzburg in Thüringen, bevor er als praktischer Arzt in Meiningen arbeitete. Zwischen 1930 und 1940 war er im Sommer als Badearzt in Bad Wörishofen, im Winter als praktischer Arzt in München tätig. Während des Zweiten Weltkrieges diente er als Oberstabsarzt im Reserve-Lazarett Schrobenhausen. Nach 1945 war er niedergelassener Arzt in München.
In seinen Schriften beschäftigte sich Kapferer mit einem breiten Spektrum der Naturheilkunde und bezog sich dabei insbesondere auf Sebastian Kneipp – bereits seine Mutter war eine Anhängerin Kneipps. Mit Franz Schönenberger, dem ersten Professor für Naturheilkunde in Deutschland, gab er 1926 das Fastenbuch von Friedrich Hoffmann, dem Erfinder der Hoffmannstropfen, aus dem frühen 18. Jahrhundert heraus.
Am besten bekannt ist Kapferer für seine deutsche Übersetzung des Corpus Hippocraticum in 26 Teilen bzw. 5 Bänden, die ab 1933 unter Mitwirkung des Medizinhistorikers Georg Sticker sowie der Klassischen Philologen Anton Fingerle, Franz Lommer und Otto Seel erschien. Die Übertragung folgt der zehnbändigen Ausgabe von Émile Littré (1839–61). Eine Bearbeitung durch Kai Brodersen mit einer Einführung von Florian Steger wurde 2022 herausgegeben.
Anhand der hippokratischen Schriften zur Anatomie, die er 1951 noch einmal gesondert veröffentlichte, sowie der 1952 vorgelegten Übersetzung des Timaios von Platon, stellte Kapferer die These auf, der Blutkreislauf sei bereits in der Antike verstanden und beschrieben worden. Während Sticker ihn unterstützte, widersprachen ihm Paul Diepgen, Ludwig Aschoff und Hans Diller. Differenzierter äußerte sich 1958 Karlhans Abel, lehnte aber Kapferers Beweisführung ebenfalls ab.

## Werke
- Ueber die humorale Theorie und die formale Genese der Tumoren. Gmelin, München 1920.
- Die Nervosität und ihre Heilung durch naturgemäße Behandlung. Verlag Lebenskunst-Heilkunst, Berlin 1921.
  - 4. Auflage. Verlag Lebenskunst-Heilkunst, Berlin 1940.
- Fastenkuren – Wunderkuren. Gesundheitsverlag, Bad Wörishofen 1922.
  - 4., verbesserte Auflage. Paracelsus, Stuttgart 1953.
- Ansteckende fieberhafte Krankheiten: Masern, Röteln, Keuchhusten, Diphtherie usw. und ihre Behandlung nach der Naturheilkunde. Verlag Lebenskunst-Heilkunst, Berlin 1924.
- mit Franz Schönenberger: Friedrich Hoffmann. Wie man manche schwere Krankheit durch Mässigkeit und Fasten kurieren kann. Jungborn-Verlag R. Just, Bad Harzburg 1926.
- So sollt ihr heilen – nach Kneipp! Kneipp-Bund, Bad Wörishofen 1930.
- Wie heilt Kneipp? Gesundheitsverlag, Bad Wörishofen 1932.
  - 3., durchgesehene und erweiterte Auflage. Paracelsus, Stuttgart 1949.
- Sitten- und Standeslehre für Ärzte. Hippokrates, Stuttgart 1933.
- mit Anton Fingerle, Franz Lommer, Otto Seel und Georg Sticker: Die Werke des Hippokrates. Die hippokratische Schriftensammlung in neuer deutscher Übersetzung. 26 Teile in 5 Bänden. Hippokrates, Stuttgart 1933–1940.
  - von Kai Brodersen bearbeitete Neuausgabe: Hippokrates: Sämtliche Werke. 3 Bände. wbg, Darmstadt 2022. ISBN 978-3-534-27394-2
- Die Maul- und Klauenseuche und ihre Behandlung nach Pfarrer Kneipp. Hippokrates, Stuttgart 1938.
- Der Blutkreislauf, seine Darstellung in den hippokratischen Schriften. Hippokrates, Stuttgart 1938.
- Hippokrates-Fibel. Hippokrates, Stuttgart 1943.
- mit Anton Fingerle, Franz Lommer: Die anatomischen Schriften in der hippokratischen Sammlung. Hippokrates, Stuttgart 1951.
- mit Anton Fingerle: Platon. Timaios oder Die Schrift über die Natur. Hippokrates, Stuttgart 1952.

## Links
- Werke von und über Richard Kapferer in der Deutschen Digitalen Bibliothek